# 1 (álbum de Wilson Sideral)
1 é o primeiro álbum de estúdio de Wilson Sideral. 
Produzido pelo paulista Dudu Marote, foi gravado e lançado em 1999, pela Universal Music. Por este álbum, Wilson Sideral, foi indicado ao prêmio de Artista Revelação no Prêmio Multishow de Música Brasileira, alcançando grande êxito com os singles, "Não Pode Parar", "Zero A Zero", "Não Vou Dizer Adeus" (versão em português, do clássico da Música Soul Americana, "So Very Hard To Go", do Tower Of Power, e a releitura de "Bem Que Se Quis" (Pino Danielle/versão em português de Nelson Motta), consagrada na voz da cantora brasileira, Marisa Monte. O álbum traz arranjos de cordas assinados por Lincoln Olivetti, bamba da Soul Music e MPB Brasileira.

## Faixas
1. Wilsom (Wilson Sideral)
2. Não Pode Parar (Wilson Sideral)
3. Zero A Zero (Wilson Sideral)
4. Feliz (Wilson Sideral)
5. Brasileiro (Wilson Sideral)
6. Não Vou Dizer Adeus (Emílio Castillo/Stephen Kupka/letra em português de Wilson Sideral)
7. Eu Estarei Com Você (Wilson Sideral)
8. Xote Atômico (Wilson Sideral)
9. Como Vai? (Wilson Sideral)
10. Eu Fico Louco (Wilson Sideral)
11. A Primavera (Wilson Sideral)
12. Bem Que Se Quis (Pino Danielle/versão em português de Nelson Motta, originalmente de Marisa Monte)